# Іво Капріно
Іво Капріно (норв. Ivo Caprino; 17 лютого 1920, Осло, Норвегія — 8 лютого 2001, там ж) — норвезький кінорежисер-аніматор, сценарист, оператор, продюсер і монтажер італійського походження. Онук Ганса Гуде.

## Біографія
З 1946 року почав знімати об'ємні лялькові фільми. В 1950 році жив у Чехословаччині і паралельно вчився у чеського режисера Іржі Трнкі. Секрет рухомості та об'ємності ляльок, який винайшов аніматор, відомий серед мультеплікаторів як «ефект Капріно». В 1956—1957 роках він створив студію «Капріно фільмцентр». Для сюжетів своїх картин він використовував багатий літературний матеріал: казки Андерсена, норвезький фольклор, дитячі книги. Широку відомість йому приніс фільм «Великий приз». Ним була розроблена техніка зйомки, яка має назву супервідеографа.
Був одружений з акторкою Лів Бредаль (1919—2011). З 1972 року був у громадянському шлюбі з Еліною Гравнінгсмюр.
Помер у 2001 році від онкологічного захворювання. 

## Обрана фільмографія

### Режисер
- 1948 — Тім і Теффе / Tim og Tøffe
- 1952 — Хлопчина із скрипкою / Veslefrikk med fela
- 1954 — Каріус і Бактус / Karius og Baktus (за Турбйорном Еґнером)
- 1955 — Стійкий олов'яний солдатик / Den standhaftige tinnsoldat (за Гансом Крістіаном Андерсеном)
- 1955 — Мишка у біді / Klatremus i knipe
- 1959 — / Ugler i mosen
- 1961 — / Askeladden og de gode hjelperne
- 1962 — / Reve-enka
- 1963 — / Papirdragen
- 1966 — / Sjuende far i huset
- 1967 — Хлопчина, який їв на швидкість з лісовиком/ Gutten som kappåt med trollet
- 1975 — Великі перегони / Flåklypa Grand Prix (за Хеллем Окрустом).

## Нагороди
- 2004 — Орден «За заслуги перед Італійською Республікою»
- Орден Святого Олафа